# Droga wojewódzka 818
Die Droga wojewódzka 818 (DW 818) ist eine 40 Kilometer lange Droga wojewódzka (Woiwodschaftsstraße) in der polnischen Woiwodschaft Lublin, die Przewłoka mit Włodawa verbindet. Die Strecke liegt im Powiat Parczewski und im Powiat Włodawski.

## Streckenverlauf
Woiwodschaft Lublin, Powiat Parczewski
-  Przewłoka (DW 815)
- Chmielów
- Lubiczyn
- Kodeniec

Woiwodschaft Lublin, Powiat Włodawski
- Krzywowierzba
- Lipówka
- Lubień
- Wyryki-Wola
- Wyryki-Połód
- Wyryki-Adampol
- Dziesięciny
-  Włodawa (DK 82, DW 812, DW 816)